# Corpúsculos de Lentz
Os corpúsculos de Lentz, também conhecidos como inclusões de Lentz ou inclusões da cinomose, são inclusões citoplasmáticas virais que podem ser encontradas em neurônios, em células achadas no líquido cefalorraquidiano, ou ainda em linfócitos, monócitos, neutrófilos ou eritrócitos circulantes de cães infectados com o vírus da cinomose, um morbillivírus da família Paramyxoviridae. Na microscopia óptica em cortes corados com hematoxilina e eosina, esses corpúsculos são eosinofílicos, ovoides e perinucleares. São achadas partículas virais pela microscopia eletrônica nessas inclusões . 
Os primeiros estudos realizados para se estudar os corpúsculos observados na cinomose canina foram realizados com o intuito de diferenciar os achados patológicos e, logo, as inclusões celulares associadas a essa doença em contraposição aos corpúsculos de Negri. Os corpúsculos de Negri são inclusões patognomônicas relacionadas ao vírus da raiva, ocorrendo particularmente em neurônios do hipocampo de humanos, cães, gatos e outros animais susceptíveis à raiva . 
O diagnóstico da cinomose é um diagnóstico predominantemente clínico. Embora a identificação dos corpúsculos de Lentz seja de auxílio nos exames de sangue, líquor ou histopatológico, sua não observação não pode ser utilizada para descartar a cinomose como hipótese diagnóstica. 